# Hajdebygårdarna

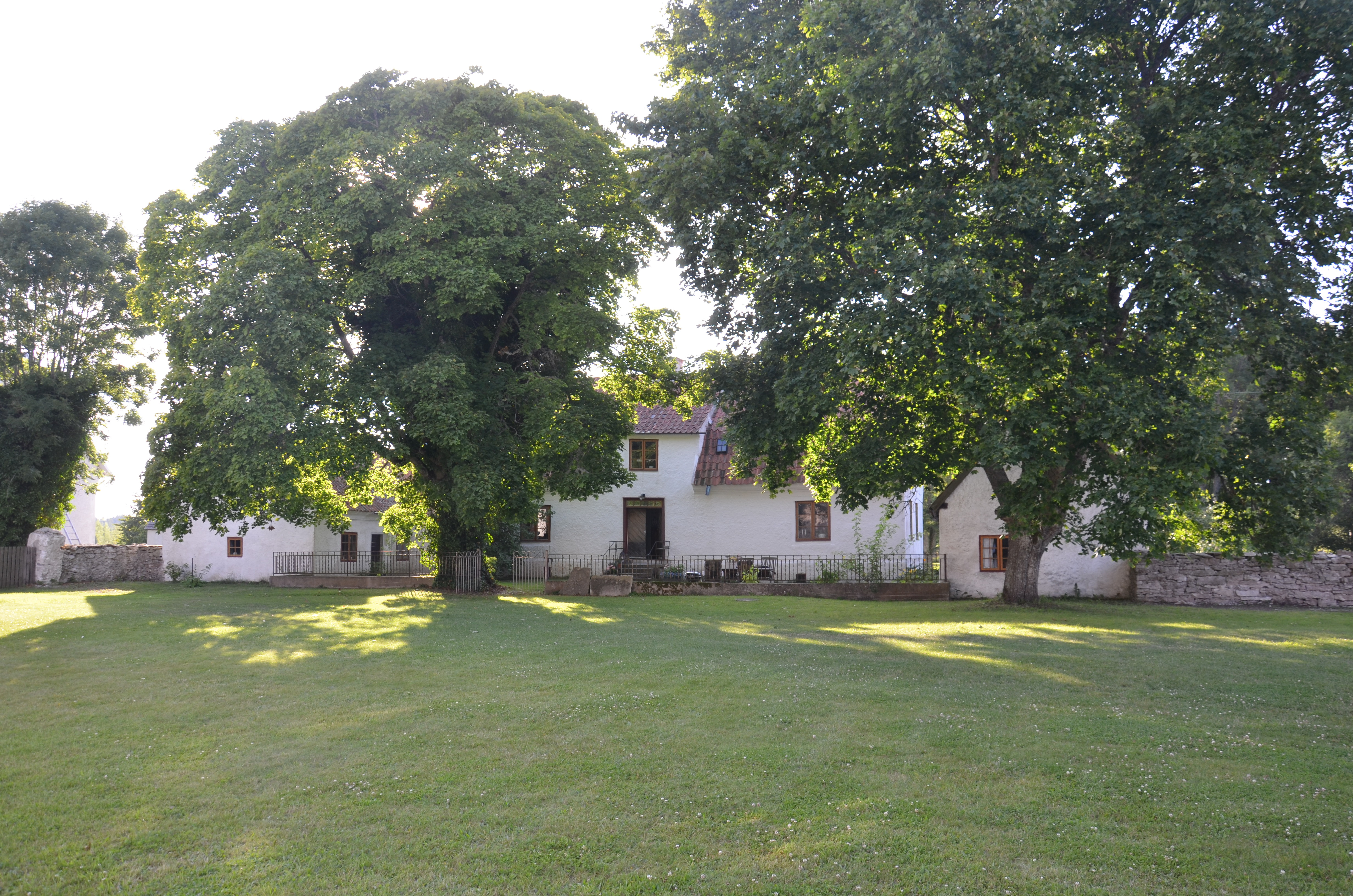
Mellersta gården i Hajdeby

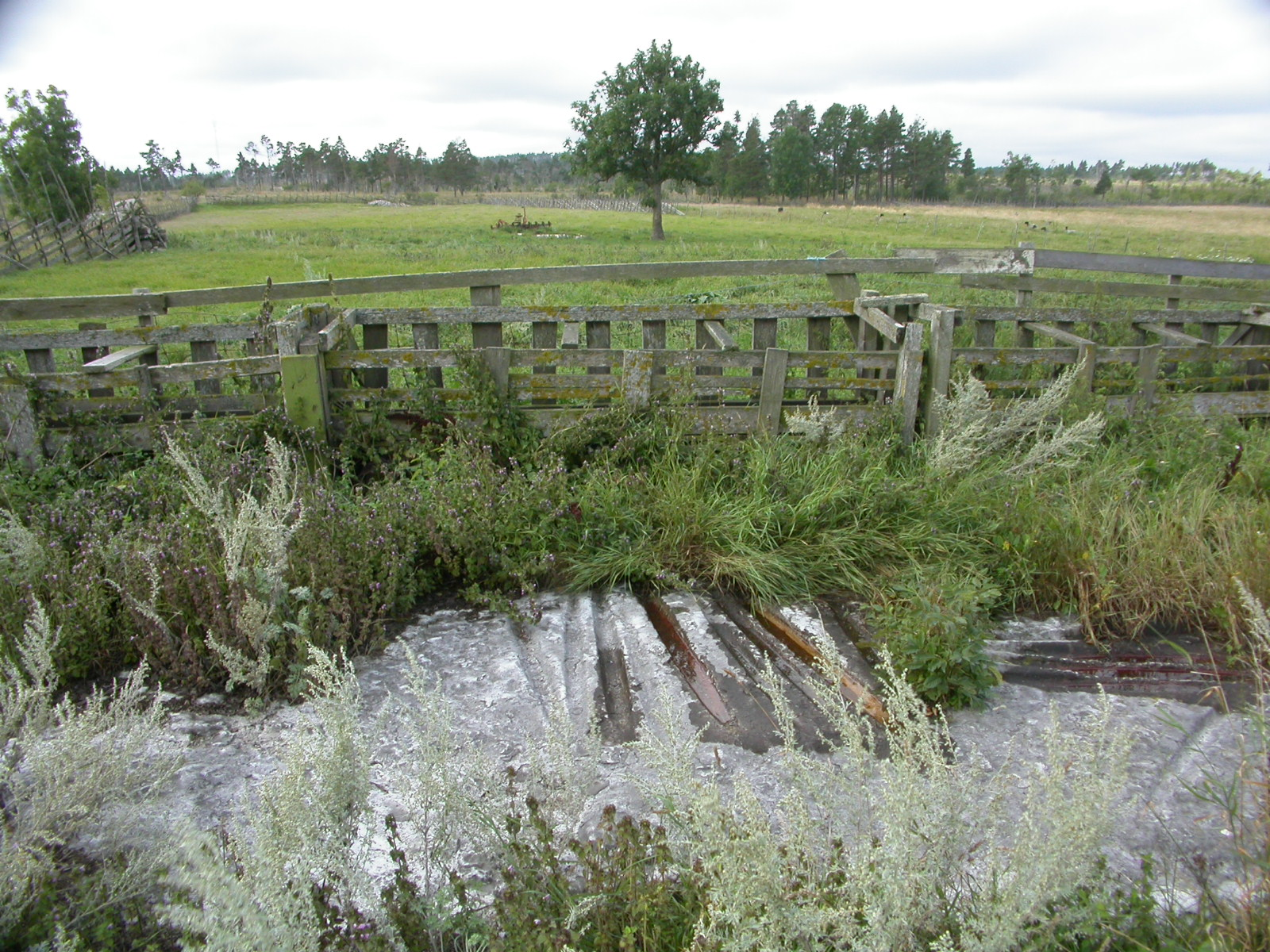
Sliprännor vid Hajdeby

Hajdebygårdarna är tre bondgårdar i Kräklingbo socken på Gotland. De två södra av gårdarna med ladugårdsbyggnader i sten härrör huvudsakligen från 1700- och 1800-talet och är sedan 1985 förklarade som byggnadsminen. Gårdarna var mycket nära att eldhärjas i samband med skogsbranden på Gotland 1992. Bakom ladugårdsbyggnaden finns en lokal med sliprännor.
Särskilt den mellersta gården är mycket välbevarad vad gäller ekonomibyggnaderna med bland annat en välbevarad tröskvandring. Den sydliga gården har en mangårdsbyggnad från 1860-talet med en äldre flygelbyggnad.